# Płoniawy-Bramura (gmina)
Pour les articles homonymes, voir Płoniawy-Bramura.
Płoniawy-Bramura est une gmina rurale (gmina wiejska) de la powiat de Maków, dans la Voïvodie de Mazovie, dans le centre-est de la Pologne.
Son siège administratif (chef-lieu) est le village de Płoniawy-Bramura, qui se situe environ 12 kilomètres au nord de Maków Mazowiecki (siège de la powiat) et 83 kilomètres au nord de Varsovie (capitale de la Pologne).
La gmina couvre une superficie de 134,96 km2 pour une population de 5 864 habitants en 2006.

## Histoire
De 1975 à 1998, la gmina est attachée administrativement à la voïvodie d'Ostrołęka.

Depuis 1999, elle fait partie de la voïvodie de Mazovie.

## Géographie
La gmina de Płoniawy-Bramura inclut les villages et localités de :

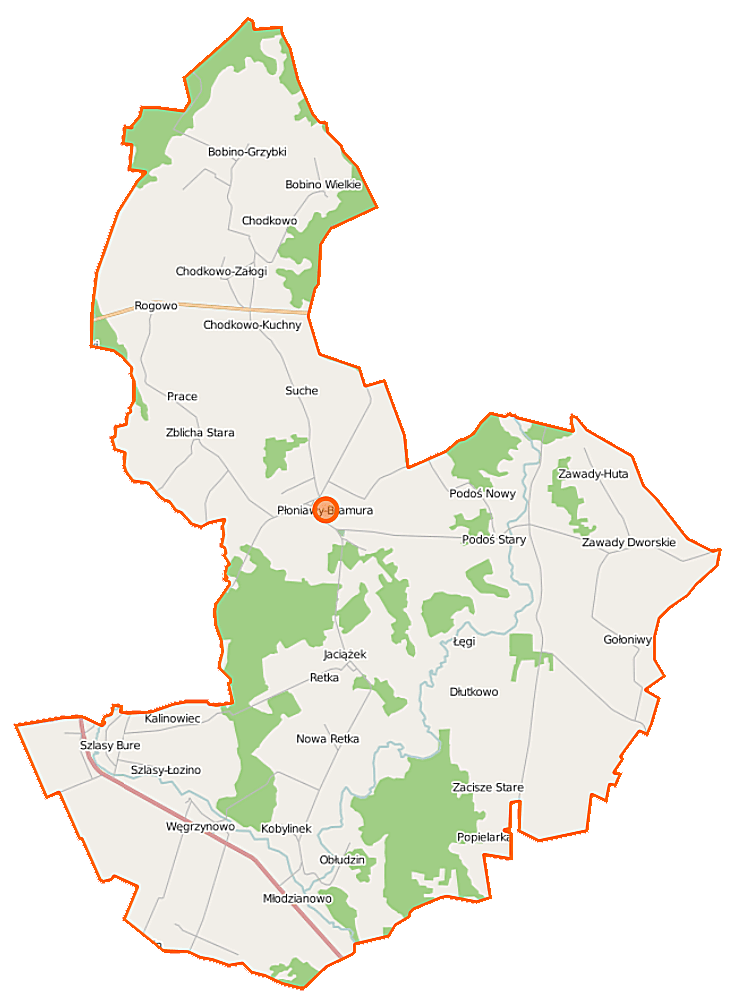
Plan de la gmina

- Bobino Wielkie
- Bobino-Grzybki
- Bogdalec
- Chodkowo Wielkie
- Chodkowo-Biernaty
- Chodkowo-Kuchny
- Chodkowo-Załogi
- Choszczewka
- Dłutkowo
- Gołoniwy
- Jaciążek
- Kalinowiec
- Kobylin
- Kobylinek
- Krasiniec
- Krzyżewo Borowe
- Krzyżewo Nadrzeczne
- Łęgi
- Młodzianowo
- Nowa Zblicha
- Nowe Płoniawy
- Nowy Podoś
- Obłudzin
- Płoniawy-Bramura
- Płoniawy-Kolonia
- Popielarka
- Prace
- Retka
- Rogowo
- Stara Zblicha
- Stare Zacisze
- Stary Podoś
- Suche
- Szczuki
- Szlasy Bure
- Szlasy-Łozino
- Węgrzynówek
- Węgrzynowo
- Zawady Dworskie
- Zawady-Huta

### Gminy voisines
La gmina de Płoniawy-Bramura est voisine des gminy suivantes :
- Czerwonka
- Jednorożec
- Karniewo
- Krasne
- Krasnosielc
- Przasnysz
- Sypniewo

## Structure du terrain
D'après les données de 2002, la superficie de la commune de Płoniawy-Bramura est de 134,96 km2, répartis comme tel :
- terres agricoles : 69%
- forêts : 24%

La commune représente 12,68% de la superficie du powiat.

## Démographie
Données du 30 juin 2004 :
| description        | Total  | Total | Femmes | Femmes | Hommes | Hommes |
| ------------------ | ------ | ----- | ------ | ------ | ------ | ------ |
| Unité              | Nombre | %     | Nombre | %      | Nombre | %      |
| population         | 5 923  | 100   | 2 947  | 49,8   | 2 976  | 50,2   |
| Densité (hab./km²) | 43,9   | 43,9  | 21,8   | 21,8   | 22,1   | 22,1   |